# Топоев, Эсен Толенович
Эсен Толенович Топоев (род. 28 февраля 1952, Кызыл-Кыя, Ошская область) — киргизский военный деятель, Министр обороны Кыргызстана (1999—2005). Генерал армии (21.08.2004).

## Военная служба в СССР
Киргиз. В Советской Армии с 1969 года. Окончил Ташкентское высшее общевойсковое командное училище имени В. И. Ленина в 1973 году. С 1973 года — командир мотострелкового взвода в Южной группе войск на территории Венгрии. С 1976 года — командир батареи, командир мотострелковой роты, заместитель начальника штаба мотострелкового полка в Северо-Кавказском военном округе. В 1985 году окончил Военную академию имени М. В. Фрунзе. С 1985 года — начальник штаба мотострелкового полка в Дальневосточном военном округе. С 1988 по 1990 годы — командир 679-го мотострелкового полка в Благовещенске.

## Военная служба в Российской Федерации
С 1992 года — в Российской армии, старший офицер отдела внешних связей округа, в 1992—1993 годах — заместитель командира 8-й гвардейской мотострелковой дивизии в Дальневосточном военном округе. Окончил Военную академию Генерального штаба ВС России в 1995 году.

## Военная служба в Кыргызстане
В 1995 году перешёл на службу в Киргизскую армию и назначен начальником оперативного управления — заместителем начальника Генерального штаба Вооружённых сил Кыргызстана. В том же 1999 году назначен начальником Генерального штаба — первым заместителем Министра обороны Киргизской Республики. В 1999 году назначен начальником государственной охраны Президента — Секретарем Совета безопасности Киргизской Республики. Вскоре после начала Баткенских событий вылетел в зону боевых действий. По результатам его доклада был снят с должности Министр обороны, а 29 августа 1999 года Министром обороны Киргизской Республики был назначен генерал-майор Эсен Топоев. Руководил боевыми действиями войск на последующих этапах операции.
Став одним из наиболее близких лиц к Президенту Кыргызстана Аскару Акаеву, Топоев стремительно вырос в воинских званиях: в октябре 1999 года ему присвоено звание генерал-лейтенант, в 2002 году — генерал-полковник, в августе 2004 года — генерал армии (единственный генерал армии в истории независимого Кыргызстана). Во время «тюльпановой революции» написал рапорт об отставке с поста министра 24 марта 2005 года и немедленно покинул Кыргызстан вслед за Аскаром Акаевым. По сообщениям средств массовой информации, живёт в Москве и работает в структуре Рособоронэкспорта.
Награждён орденом «За службу Родине в Вооружённых Силах СССР» III степени, медалями СССР и Кыргызстана.